# Somerset de Chair
Somerset Struben de Chair (22 août 1911 - 5 janvier 1995) est un auteur, homme politique et poète anglais. Il édite plusieurs volumes des mémoires de Napoléon.

## Vie privée
De Chair est le fils cadet de l'amiral Sir Dudley de Chair et Enid, fille de Henry William Struben, du Transvaal, Afrique du Sud. La famille de Chair est d'origine huguenote, descendant de René de la Chaire, dont le petit-fils, Jean François, conseiller de Charles IX, est créé marquis en 1600 par Henri IV. La famille devient membre de la noblesse anglaise à travers des générations d'ecclésiastiques. Il épouse d'abord, le 8 octobre 1932, Thelma Grace (1911-1974), fille de Harold Dennison Arbuthnot, de Merristwood Hall, Worplesdon, Surrey. Ils ont deux fils : Rodney Somerset et Peter Dudley, et divorcent en 1950.
Il épouse ensuite Mme (June) Carmen Appleton, fille de AG Bowen, de Brabourne, Kent. Ils ont deux fils : Rory et Somerset Carlo, et divorcent en 1957. En 1958, de Chair épouse sa troisième épouse, Mme Margaret Patricia Manlove, fille de KE Field-Hart; ils ont une fille, Teresa Loraine Aphrodite (qui épouse Sir Toby Clarke, 6e baronnet). Le troisième mariage se termine par un divorce en 1974, et cette année-là, il épouse sa quatrième épouse, Lady Juliet Wentworth-Fitzwilliam, enfant unique de Peter Wentworth-Fitzwilliam, 8e comte Fitzwilliam, qui a divorcé de Victor Hervey (6e marquis de Bristol) en 1972. Somerset et Lady Juliet ont une fille, Helena, qui épouse Jacob Rees-Mogg. Le coureur de haies Lawrence Clarke est son petit-fils.

## Carrière
Somerset de Chair fait ses études à la King's School de Parramatta en Nouvelle-Galles du Sud entre 1923 et 1930 avant de fréquenter le Balliol College d'Oxford.
Il est député conservateur du sud-ouest de Norfolk entre 1935 et 1945, perdant son siège par 53 voix. Il est l'un des conservateurs qui ont voté contre le gouvernement lors du débat sur la Norvège en mai 1940. Il est ensuite secrétaire privé parlementaire en 1942-1944. De Chair est réélu au Parlement en tant que député de Paddington South de 1950 à 1951.
Cadet dans le corps de formation des officiers à Oxford, De Chair est ensuite sous-lieutenant de réserve des Life Guards en 1938. Il est mobilisé le 24 août 1939, quelques jours avant l'entrée du Royaume-Uni dans la Seconde Guerre mondiale. Il sert comme officier du renseignement au sein de la 4e brigade de cavalerie pendant la guerre anglo-irakienne et la campagne syrienne où il est blessé le 21 juin 1941. Plus tard, il sert avec l'état-major général avec le grade de capitaine.
De Chair écrit des ouvrages historiques, un certain nombre de romans désormais largement négligés, une pièce de théâtre, trois recueils de poésie et plusieurs œuvres autobiographiques. Il édite également plusieurs volumes des mémoires de Napoléon en anglais.

## Maisons et art
De Chair est connu pour son goût extravagant et vit dans une série de grandes maisons de campagne. Il vit entre 1944 et 1949 au Château de Chilham et loue Blickling Hall au marquis de Lothian,. Il possède le prieuré de St Osyth dans l'Essex de 1954 jusqu'à sa mort en 1995, et achète également Bourne Park House dans le Kent avec sa dernière épouse, Lady Juliet Wentworth-Fitzwilliam.
 